# Max Hardcore

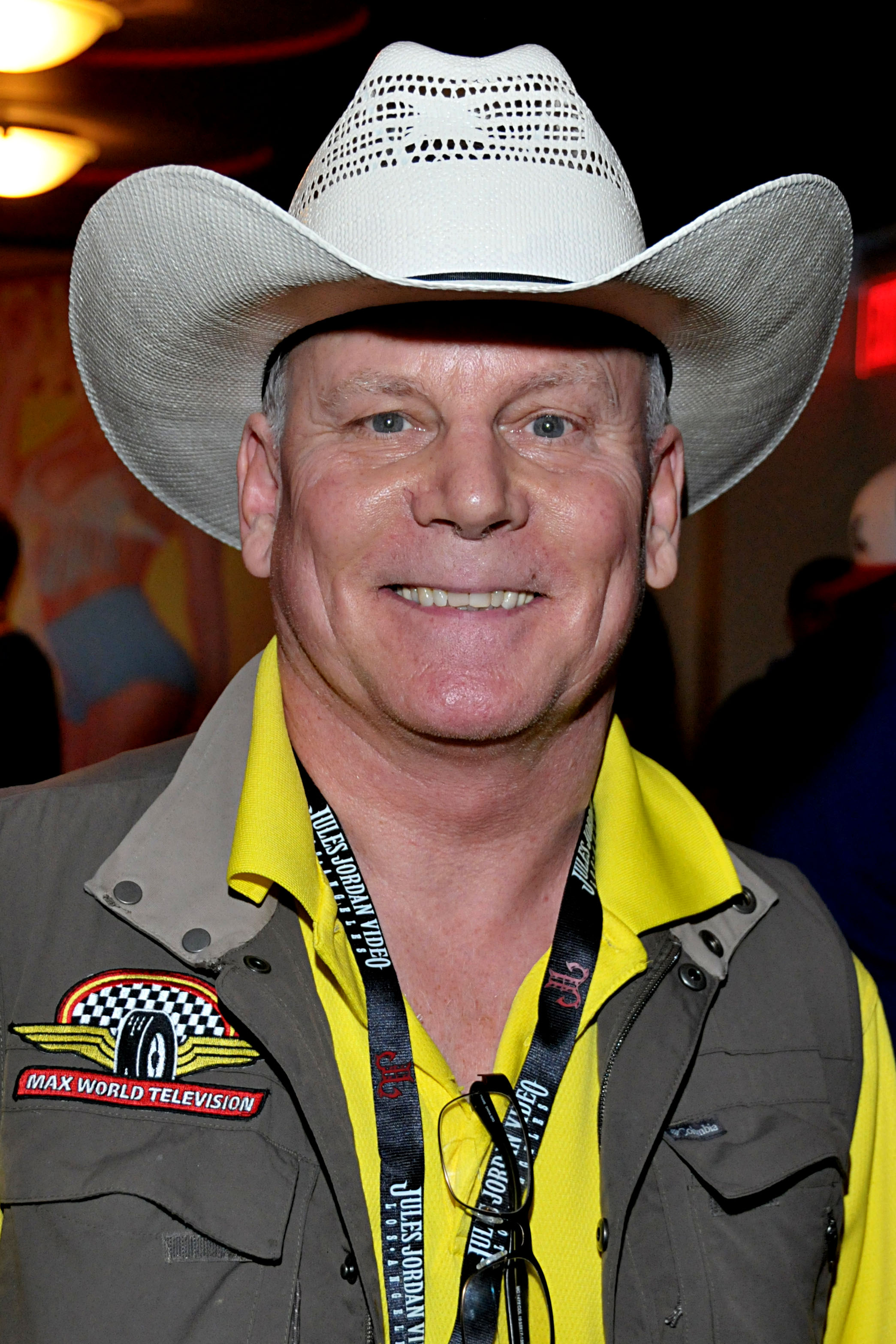
Max Hardcore (2015)

Max Hardcore (eigentlich Paul F. Little; * 10. August 1956 in Racine, Wisconsin; † 27. März 2023 in Los Angeles) war ein US-amerikanischer Pornodarsteller, -regisseur und -produzent. Weitere Pseudonyme sind Max Steiner, Rex Reamer, Video Paul und Sam Smythe.

## Werdegang
Hardcore wuchs als eines von sechs Kindern einer katholischen Arbeiterfamilie auf. Nach der High School arbeitete er als Konstrukteur und Fotograf. Beim Betrachten eines Pornofilmes von John Stagliano kam Hardcore der Gedanke, dass dies „etwas sei, was er auch könne“.
Im Jahr 1990 folgte er seinem älteren Bruder Peter nach Kalifornien mit der Absicht ein Pornodarsteller zu werden. In einem Treffen mit Bobby Hollander wurde Hardcore angefragt, Teile seiner Mr. Peepers-Amateurvideoserie für ihn zu produzieren. Während dieser Sessions entwickelte Max seinen eigenen Stil: Er produzierte die Videos nicht als lange Filme, sondern als kurze vignettenartige Segmente. Durch seine Erfahrungen als Amateurdarsteller lernte er auch, dass die sexuellen Handlungen in Filmen besser wirkten, wenn sie vom Originalton begleitet waren, als durch schöne anschwellende Musik unterlegt. Diese zwei Methoden wurden typische Charakteristika von Hardcores Werken.
Bekannt wurde Max Hardcore in der Pornofilmbranche, als ihn 1992 die Firma Zane Entertainment unter Vertrag nahm, um eine eigene Videoserie zu produzieren. Das Resultat war die Serie The Anal Adventures of Max Hardcore, welche ihm den Weg in eine umstrittene Karriere ebnete. Insbesondere seitens verschiedener Strafverfolgungsbehörden musste sich Hardcore bislang immer wieder mit der Frage der Legalität seiner Arbeit auseinandersetzen.
Hardcore wurde bekannt für seine von Gewalt geprägten Filmproduktionen mit jungen und oft offensichtlich nicht nur vorgeblich naiven Neulingen in der Pornofilmindustrie. Diese brutalen sexuellen Darbietungen schließen oft Partnerinnen ein, die nicht nur wie unschuldige und unerfahrene, junge Frauen gekleidet sind, sondern sich auch in den Filmen als solche ausgeben müssen.
Eine weitere Serie, die Max Hardcore für Zane Entertainment produzierte, war Cherry Poppers. Im Anschluss daran gründete er 1994 seine eigene Produktionsfirma, die FilmWest Productions. Sein Unternehmen veröffentlichte seine Filmserien Max World, Anal Auditions und Hardcore Schoolgirls. Er reklamierte für sich, dass er abseits der ausgetretenen Pfade der Pornofilmbranche arbeite.
In der Komödie Orgazmo von Trey Parker und Matt Stone aus dem Jahr 1997 hat Max Hardcore einen Auftritt in einer Nebenrolle.
Im Jahre 2004 konnte der britische Dokumentarfilmemacher Stephen Walker in seiner Channel4-Produktion „HARDCORE“, bei der er Augenzeuge von den Praktiken des Max Hardcore an dessen eigenem Film-Set wurde, nachweisen, dass es sich bei Max Hardcores vorgeblicher „Schauspielerei“ sadistischen Sexualgebarens nicht bloß um eine Darstellung, sondern um realen und gewalttätigen sexuellen Missbrauch handelt.
Max Hardcore wurde für seine Lebensleistung als Pornodarsteller, Regisseur und Produzent im Jahr 2004 in die Hall of Fame des AVN Award aufgenommen.
Hardcore führte eine Beziehung mit der Pornodarstellerin Layla Rivera.
Max Hardcore starb im März 2023 im Alter von 66 Jahren.
Nach Angaben seines Geschäftspartners hatte Little die Chemotherapie gegen Schilddrüsenkrebs abgeschlossen, als er mit einer Infektion im Hals ins Krankenhaus eingeliefert wurde, die sich auf andere Teile seines Körpers ausbreitete und zum Versagen seiner Organe führte.

## Strafverfahren und Haftstrafe

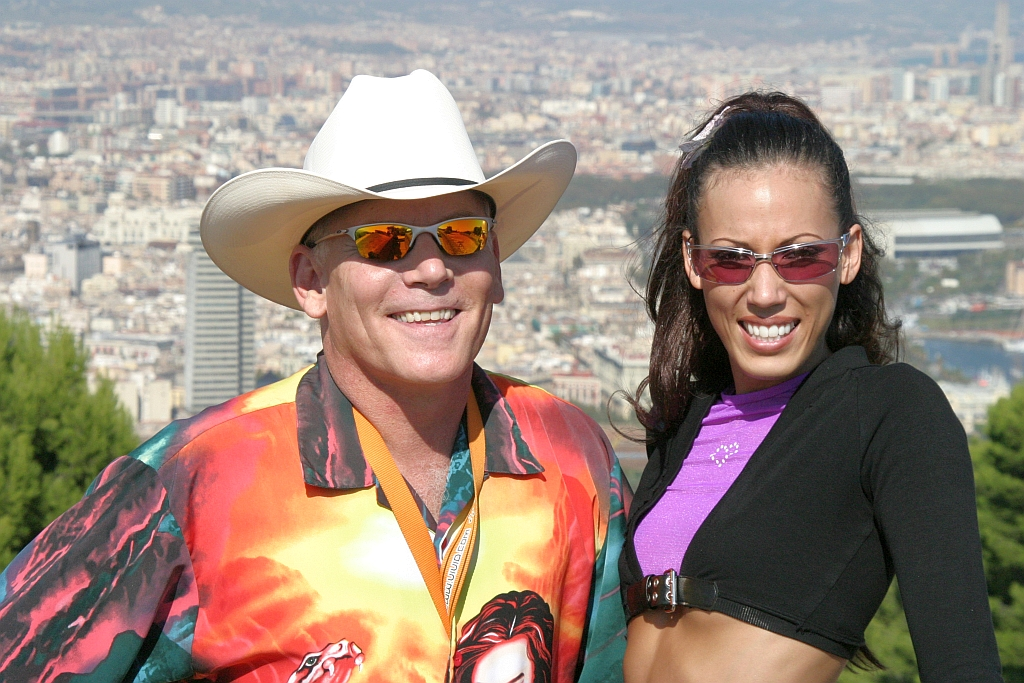
Max Hardcore und Layla Rivera in Barcelona (2004)

In den Pornofilmen einer von Hardcore produzierten Serie kommen Frauen vor, die wie unreife und naive, junge Frauen oder gar minderjährige Mädchen gekleidet sind und sich entsprechend verhalten. Obwohl die Darstellerinnen zumindest als jung und gelegentlich auch als minderjährig ausgegeben werden, sind sie tatsächlich mindestens 18 Jahre alt. In einem seiner Filme behauptete eine volljährige Pornodarstellerin, sie sei 12 Jahre alt. Dies veranlasste die US-Bundesregierung, Max Hardcore wegen der Herstellung von Kinderpornografie anzuzeigen, was auch zu einer Anklage führte. Bevor der Fall jedoch vor Gericht verhandelt wurde, erging im Fall Ashcroft vs. Free Speech Coalition ein Urteil des Supreme Court, des obersten amerikanischen Gerichts, welches das der Anklage zugrundeliegende Gesetz für verfassungswidrig erklärte (das Gesetz, der Child Pornography Prevention Act of 1996, hatte jede Darstellung sexueller Akte zur strafbaren Kinderpornographie erklärt, die auch nur den Anschein erweckte, es seien Kinder oder Jugendliche beteiligt). Auf der Grundlage dieses Urteils wurden die Kinderpornografie-Vorwürfe gegen Max Hardcore fallengelassen.
Die Stadt Los Angeles zeigte ihn weiterhin wegen der Verbreitung obszöner Schriften an. Auch diese Anklage wurde fallengelassen, nachdem die Jury zu keinem Urteil kam. Eine weitere Obszönitäts-Anklage endete ebenso mit einer uneinigen Jury. Hardcore bezeichnete diese Anstrengungen als „leichtfertige Verschwendung öffentlicher Mittel“.
Am 5. Oktober 2005 wurden seine Geschäftsräume erneut vom FBI durchsucht. Dabei wurden fünf Filme beschlagnahmt. Hardcore reagierte mit einer Presseerklärung, in der er der Regierung erneut Verschwendung von Steuergeldern vorwarf. 2007 wurde Max Hardcore in Tampa, Florida wegen der Verbreitung obszöner Schriften in zehn Fällen angeklagt und in allen Fällen schuldig gesprochen. Das Gericht verurteilte ihn daraufhin am 3. Oktober 2008 zu 46 Monaten Gefängnis sowie ihn und sein Unternehmen zu einer Geldstrafe von insgesamt 82.500 US-Dollar. Seine Haftstrafe verbüßte Hardcore von Januar 2009 bis Januar 2011 in Gefängnissen in La Tuna (Texas), Los Angeles und Long Beach. Danach folgten fünf Monate Hausarrest bis Juli 2011.

## Auszeichnungen und Nominierungen
- 2001: XRCO Award „Male-Female Scene“ (mit Chloe)
- 2003: AVN Award „Best Anal Sex Scene“ (Video)
- 2003: FICEB Award (Ninfa 2003 del público al mejor Director)
- 2004: AVN Hall of Fame
- 2005: AVN Award Nominee „Most Outrageous Sex Scene“ (mit Summer Luv)
- 2007: Eroticline Award „Beste Gonzo Serie“
- 2009: XRCO Hall of Fame; „Outlaw of Porn“[8]

## Belege
1. ↑  Dan Miller AVN: Max Hardcore Passes Away AVN. Abgerufen am 28. März 2023.
2. ↑  Max Hardcore Says ‘I’ll Be Seein’ Ya’. Archiviert vom Original (nicht mehr online verfügbar) am 5. Mai 2014; abgerufen am 9. Juni 2013.  Info: Der Archivlink wurde automatisch eingesetzt und noch nicht geprüft. Bitte prüfe Original- und Archivlink gemäß Anleitung und entferne dann diesen Hinweis.
3. ↑  Max Hardcore Passes AwayAVN am 28. März 2023, abgerufen am 1. April 2023
4. ↑  Bericht der Free Speech Coalition über die Durchsuchungsaktion (Memento des Originals vom 8. Dezember 2005 im Internet Archive)  Info: Der Archivlink wurde automatisch eingesetzt und noch nicht geprüft. Bitte prüfe Original- und Archivlink gemäß Anleitung und entferne dann diesen Hinweis.
5. ↑  Archivierte Kopie (Memento des Originals vom 28. Juli 2010 im Internet Archive)  Info: Der Archivlink wurde automatisch eingesetzt und noch nicht geprüft. Bitte prüfe Original- und Archivlink gemäß Anleitung und entferne dann diesen Hinweis.
6. ↑  Paul Little: Max Hardcore: Letter From a Former Inmate. AVN.com, 16. Januar 2011, S. 1, abgerufen am 24. Januar 2011.
7. ↑  Federal Bureau of Prisons. Archiviert vom Original am 21. Mai 2010; abgerufen am 6. Oktober 2011.  Info: Der Archivlink wurde automatisch eingesetzt und noch nicht geprüft. Bitte prüfe Original- und Archivlink gemäß Anleitung und entferne dann diesen Hinweis.
8. ↑  Max Hardcore: Auszeichnungen. Internet Movie Database (IMDb), 2023, abgerufen am 22. August 2023.

| Personendaten    | Personendaten |
| ---------------- | --- |
| NAME             | Hardcore, Max |
| ALTERNATIVNAMEN  | Little, Paul F. (wirklicher Name); Reamer, Rex (Pseudonym); Paul, Video (Pseudonym); Smythe, Sam (Pseudonym); Steiner, Max (Pseudonym) |
| KURZBESCHREIBUNG | US-amerikanischer Pornodarsteller |
| GEBURTSDATUM     | 10. August 1956 |
| GEBURTSORT       | Racine, Wisconsin |
| STERBEDATUM      | 27. März 2023 |
| STERBEORT        | Los Angeles |